# Albrecht Achilles

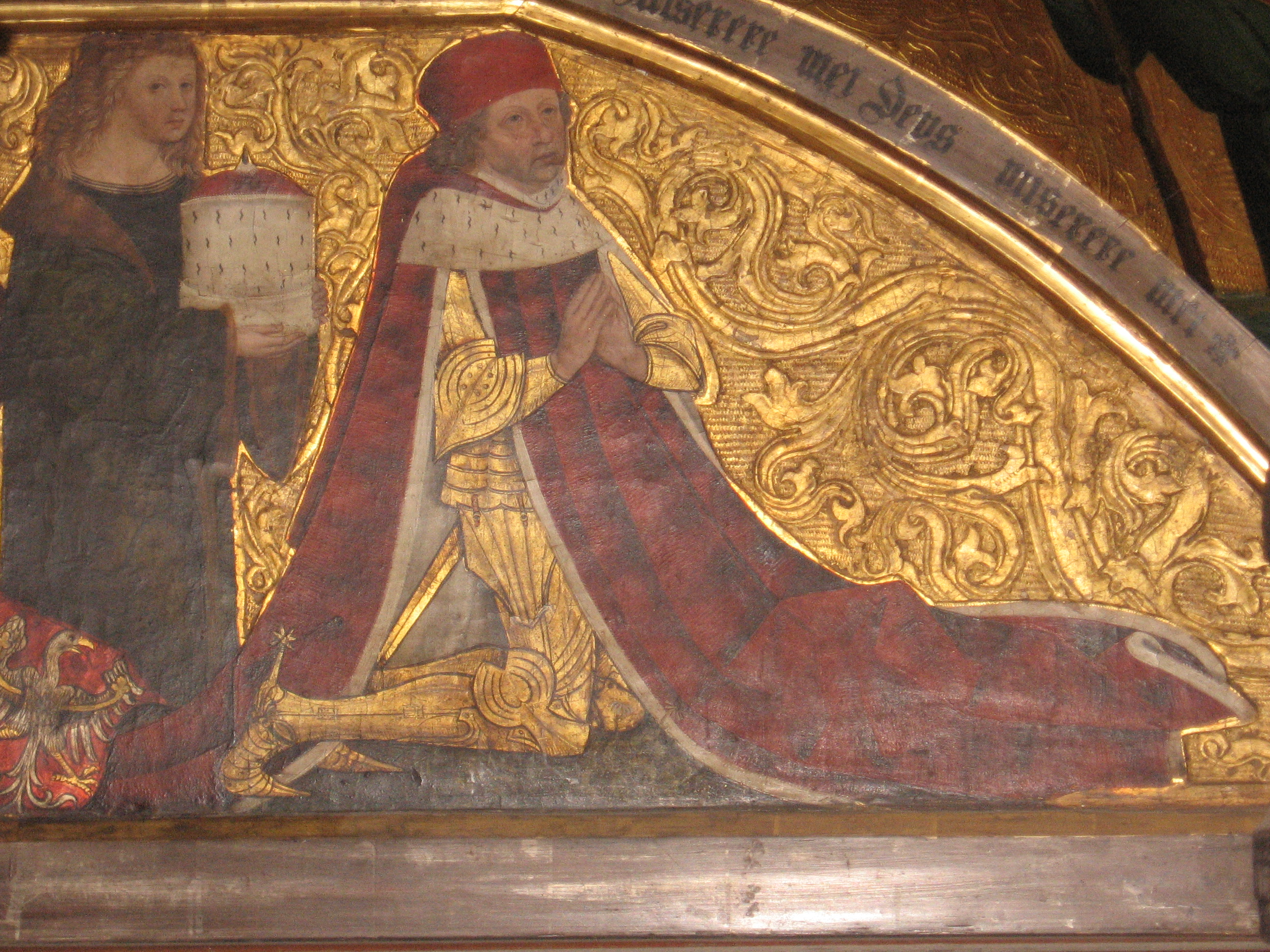
Albrecht Achilles auf der Predella des von ihm gestifteten Schwanenordensaltars

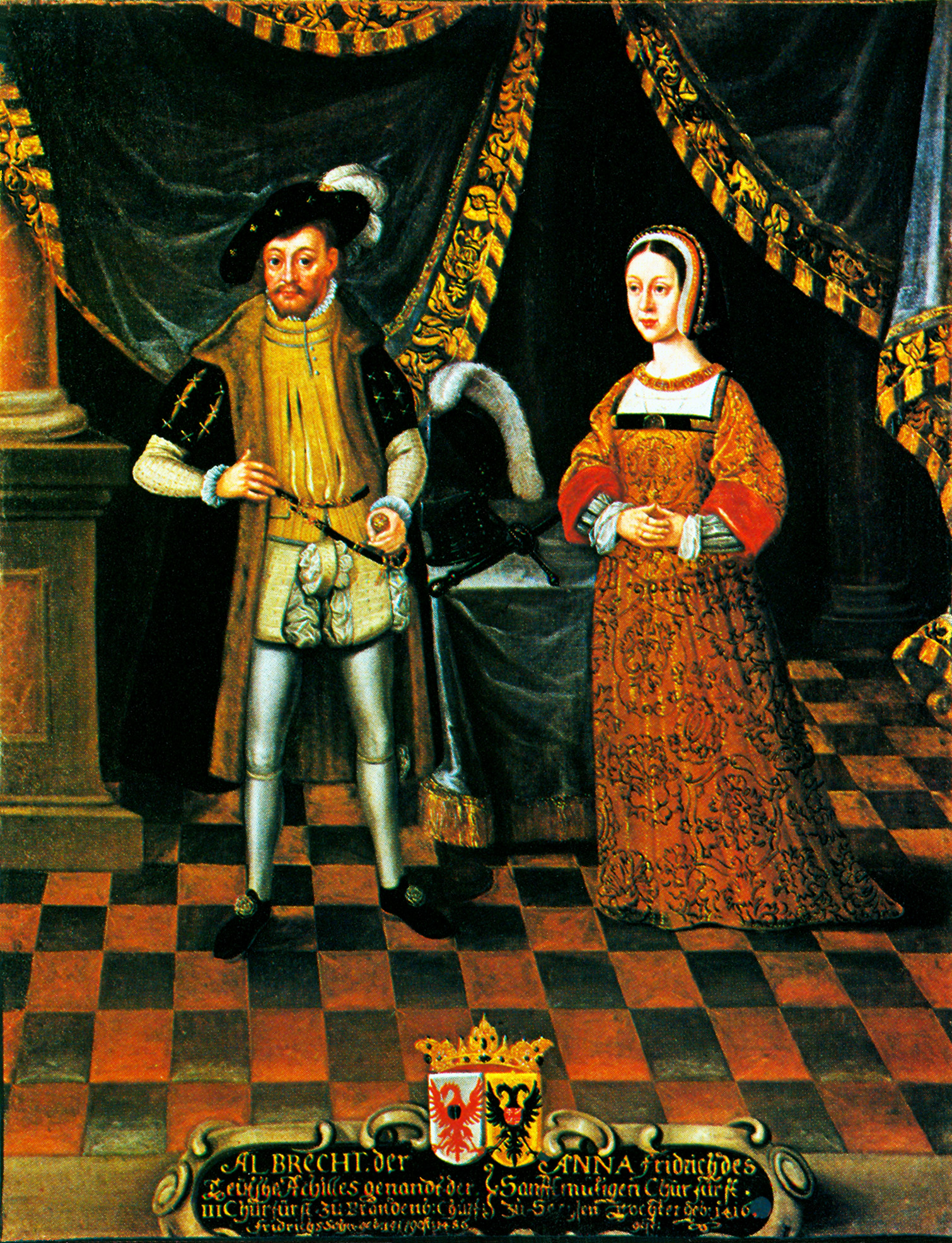
Albrecht Achilles von Brandenburg und seine zweite Gemahlin Anna von Sachsen (Gemälde um 1625)

Albrecht von Brandenburg, genannt Albrecht Achilles (* 9. November 1414 in Tangermünde; † 11. März 1486 in Frankfurt am Main), aus dem Haus Hohenzollern, war als Albrecht I. ab 1440 Markgraf zu Ansbach und ab 1464 zu Kulmbach sowie später als Albrecht III. Markgraf und ab 1470 Kurfürst von Brandenburg.
Sein Beiname Achilles geht auf den Juristen und Poeten Aeneas Sylvius, den späteren Papst Pius II., zurück, der ihn im Hinblick auf seine militärischen Erfolge „den deutschen Achilles“ nannte, und ihn in einem Brief an Martin Mayer so beschrieb.
Die Historiographen des preußischen Königshauses charakterisierten Albrecht als „eine von Lebenslust strotzende Kraftnatur, der Körper mit Narben bedeckt, ein Meister der Heerfahrt, glänzender Redner und gewiegter Diplomat, impulsiv, gewaltsam und herrisch, trinkfest und prachtliebend, aber auch sparsam als guter Haushalter, Freund und nimmermüder Parteigänger seiner Fürstengenossen, geschworener Feind der verhassten Städte“.

## Leben
Albrecht Achilles war der dritte Sohn des Burggrafen von Nürnberg und späteren Markgrafen und Kurfürsten Friedrich I. von Brandenburg aus dessen Ehe mit Elisabeth von Bayern-Landshut.
Im Jahr 1434 veranstaltete Albrecht Achilles ein großes Turnier in Neustadt an der Aisch, bei dem der Kaiser Sigismund zugegen war (In Neustadt residierte er später oft und lange). In einem Itinerar sind dort zwischen 1461 und 1480 insgesamt 20 Aufenthalte ausgewiesen.
Mit seinem Bruder Johann unternahm Albrecht 1435 eine Pilgerreise nach Jerusalem in Begleitung der Nürnberger Patrizier Jörg Pfinzing, Hans Stromer, Sebastian Volkamer, Franz Rummel sowie Hans Lochner, dem Verfasser eines consilium sew regïmen sanitatis und Leibarzt seines Vaters und Reiseberichterstatter dieser Palästinafahrt. Lochner beschreibt in seinem Bericht die Reiseroute über das Mittelmeer und benennt das gesamte Gefolge der beiden Hohenzollern.
Nach dem Tod seines Vaters 1440 erbte er zunächst das Fürstentum Ansbach, während seine Brüder dessen übrige Territorien erhielten. Albrecht regierte ohne feste Residenz, bevorzugt in Ansbach und Cadolzburg, aber auch in Schwabach, Neustadt a.d.Aisch, Colmberg und Hoheneck sowie später in Baiersdorf, Kulmbach und Berlin-Cölln.
Als Markgraf förderte er Neustadt nach Kräften und ließ dort das Alte Schloss errichten.
Mit äußerster Energie versuchte er, in Franken sein Territorium und seine Macht zu erweitern – auf juristischem wie auf kriegerischem Weg. Er setzte sich mit den „lästigen Nürnbergern“ und anderen Reichsstädten, den eigensinnigen Bischöfen von Würzburg und anderen Herren auseinander, die sich seinem Machtwillen nicht beugen wollen oder schlicht mit ihren Territorien störend zwischen den versprengten Landesstellen der Hohenzollern lagen.
Seine Bestrebungen in der Territorialpolitik und Pläne, die er für die Wiederbelebung des Herzogtums Franken mit dem verbundenen Titel hegte, ließen sich vor allem wegen des Widerstandes der rivalisierenden Reichsstadt Nürnberg und auch des Würzburger Bischofs Gottfried IV. Schenk von Limpurg jedoch nicht durchsetzen (Nürnberger Städtekrieg bzw. Erster Markgrafenkrieg 1449/50). Im Bayerischen Krieg ab 1459 unterlag er auf Seiten des Kaisers seinem Gegner Ludwig dem Reichen, Herzog von Bayern-Landshut, profitierte immerhin jedoch vom Vermittlungsfrieden von Prag 1463.
Beim Tod seines ältesten Bruders Johann des Alchimisten erbte er 1464 das Fürstentum Kulmbach. Als sein älterer Bruder Friedrich II. 1470 zu seinen Gunsten abdankte, fiel auch dessen Markgrafschaft Brandenburg einschließlich der Würde eines Kurfürsten und Erzkämmerers des Heiligen Römischen Reiches an Albrecht. Er vereinigte damit den gesamten fränkischen und brandenburgischen Besitz des Hauses Hohenzollern.
Albrecht Achilles zählt zu den bedeutenden Fürsten seiner Zeit. Er bewegte sich in der Politik sowohl als Kriegsführer als auch als Diplomat. Im Sinne der Bischöfe ließ er 1447 den Hussitenprediger Friedrich Müller, der bereits 1446 im Bereich Sugenheim (Krautostheim, Ingolstadt) erfolgreich predigte, gefangen nehmen und nach Würzburg schaffen. Nachdem er die Herrschaft in Brandenburg übernommen hatte, gelang es ihm, den jahrelangen Stettiner Erbfolgekrieg 1472 siegreich zu beenden und die Lehnsoberhoheit über das gesamte Herzogtum Pommern zu erlangen.
Mit dem Würzburger Bischof Rudolf II. von Scherenberg und dem Bamberger Bischof Philipp von Henneberg kam es zu einem Kräftemessen zwischen weltlicher und geistlicher Macht. Nachdem er die Abgabe der Türkensteuer versagt und selbst mit der Erhebung einer „Pfaffensteuer“ gekontert hatte, wurden gegen ihn der Kirchenbann und das Interdikt ausgesprochen.
Im Jahr 1459 errichtete er eine süddeutsche Filiale des brandenburgischen Schwanenordens. Dieser „höfische Orden“ war für die Markgrafen ein wichtiges Mittel der dynastischen Klientelbildung innerhalb der Fränkischen Ritterschaft. 1460 machte er Ansbach zu seiner Residenz. Von 1457 bis 1486 regierte er auch von der Plassenburg aus. 1469 übernahm er das Seckendorffer Schloss in Triesdorf von den Seckendorffern auf Mannlehen. Triesdorf wurde später Jagdsitz der Markgrafen von Brandenburg-Ansbach.

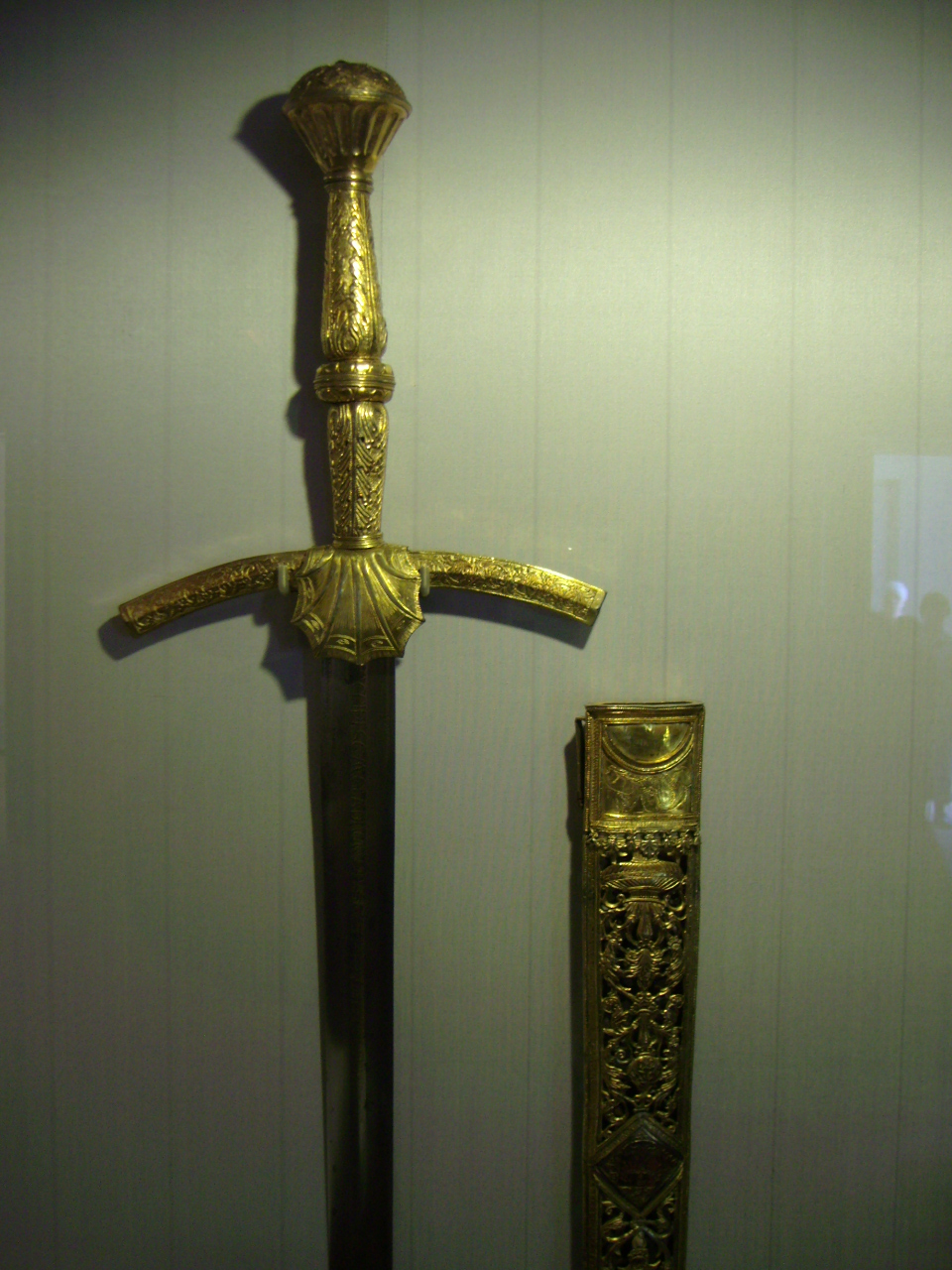
Markgrafenschwert

1459 reiste er zum Konzil von Mantua. Dort lebte auch seine Nichte Barbara, die mit dem Markgrafen von Mantua Ludovico III. Gonzaga verheiratet war. Beim Konzil überreichte ihm Pius II. feierlich ein geweihtes Zeremonialschwert, das sich heute noch als Kurschwert mit den Preußischen Kronjuwelen im Besitz der Hohenzollernfamilie befindet.
(siehe päpstliches Schwert und Hut)
Seine Annäherung an König Georg von Böhmen bei dessen Kompaktatenstreit mit der römischen Kurie brachte ihn in einen Gegensatz zum Papst und zeitweise in den freilich gering geachteten Bann. 1467 kam es sogar zu einem Ehebündnis, in dessen Folge Albrechts Tochter Ursula Podiebrads Sohn Heinrich von Münsterberg ehelichte. Papst Paul II. missbilligte diese Verlobung als „gotteslästerliche Verbindung mit einem Ketzer“ und Ursula wurde daraufhin mit ihrem Vater mit dem Kirchenbann belegt.
Albrecht Achilles verbriefte 1473 in der Dispositio Achillea, dem Hausgesetz der Hohenzollern, die Unteilbarkeit der Kurmark Brandenburg. Diese fiel nun jeweils dem ältesten Sohn des verstorbenen Kurfürsten zu. Noch im gleichen Jahr übergab er die Regierungsgeschäfte in Brandenburg an Johann Cicero, seinen ältesten Sohn aus erster Ehe. Seine fränkischen Besitzungen sollten nach seinem Tod seine beiden ältesten Söhne aus zweiter Ehe, Friedrich und Siegmund, erhalten.
Im Glogauer Erbfolgestreit führte er einen erbitterten Kampf gegen den ungarisch-böhmischen König Matthias Corvinus um das Witwenerbe seiner Tochter Barbara und später ein diplomatisches Tauziehen mit dem kurzfristigen Schwiegersohn König Vladislav von Böhmen, der die nicht vollzogene Ehe mit Barbara vom Papst annullieren wollte, wobei Vladislav von Böhmen Albrechts Gesandten Georg von Stein und Christoph von Vitzthum ausrichten ließ: “Euer Marggraf ist weis', aber er soll sein Weysheyt nit an mir versuchen, in den Dingen die mir wider Ere weren.”
1486 nahm er trotz schwerer Krankheit am Reichstag zu Frankfurt am Main teil, auf dem Maximilian I. zum König gewählt wurde. Unter den Belastungen des Reichstags starb Albrecht Achilles dort am 11. März 1486. Am 19. Juni 1486 wurde er in der Klosterkirche von Heilsbronn beigesetzt. Friedrich übernahm als Nachfolger seines Vaters die Regierung im Fürstentum Ansbach, Siegmund die im Fürstentum Kulmbach und Johann (1455–1499) die Mark Brandenburg. Seine Witwe, die Kurfürstin Anna von Sachsen, zog 1487 von Ansbach, wo sie zunächst bei ihrem Sohn Friedrich gewohnt hatte, an ihren von Albrecht bestimmten Witwensitz nach Neustadt an der Aisch ins Alte Schloss um und hielt dort Hof, der sich dank enger Kontakte der Witwe zu ihren Kindern in dieser Zeit zu einem zweiten Familienzentrum herauskristallisierte.

## Ehen und Nachkommen
Albrecht Achilles war zweimal verheiratet. 1446 heiratete er in erster Ehe Margarete von Baden (* 1431; † 24. Oktober 1457 in Ansbach), Tochter des Markgrafen Jakob I. von Baden. Die Ehe war allerdings nicht glücklich. Margarete verstarb bereits 1457. Aus der Ehe gingen drei Söhne und drei Töchter hervor:
- Wolfgang (*/† 1450)
- Ursula (1450–1508); ⚭ 1467 Herzog Heinrich I. von Münsterberg (1448–1498)
- Elisabeth (1451–1524); ⚭ 1467 Herzog Eberhard II. von Württemberg (1447–1504)
- Margarete (1453–1509), Äbtissin von Kloster Hof 1476
- Johann Cicero (1455–1499), Kurfürst von Brandenburg; ⚭ 1476 Prinzessin Margarete von Sachsen (1449–1501)
- Friedrich († jung)

Im November 1458 heiratete er in zweiter Ehe Anna von Sachsen, eine Tochter des Kurfürsten Friedrich II. von Sachsen. Mit ihr hatte er fünf Söhne und acht Töchter:
- Friedrich V. (1460–1536), Markgraf von Brandenburg-Ansbach, Markgraf von Brandenburg-Kulmbach; ⚭ 1479 Prinzessin Sophie von Polen (1464–1512)
- Amalie (1461–1481); ⚭ 1478 Pfalzgraf Kaspar von Zweibrücken (1458–1527)
- Anna (*/† 1462)
- Barbara (1464–1515); ⚭ 1. 1472 Herzog Heinrich XI. von Glogau und Crossen (um 1430–1476); ⚭ 2. 1476 (gesch. 1500) König Vladislav II. von Böhmen (1456–1516)
- Albrecht (*/† 1466)
- Sibylle (1467–1524); ⚭ 1481 Herzog Wilhelm von Jülich-Berg (1455–1511)
- Siegmund (1468–1495), Markgraf von Brandenburg-Kulmbach
- Albrecht (*/† 1470)
- Dorothea (1471–1520), Äbtissin in Bamberg
- Georg (1472–1476)
- Elisabeth (1474–1507); ⚭ 1491 Graf Hermann VIII. von Henneberg-Aschach (1470–1535)
- Magdalene (1476–1480)
- Anastasia (1478–1534); ⚭ 1500 Graf Wilhelm VI. von Henneberg-Schleusingen (1478–1559)

## Vorfahren
| Ururgroßeltern                         | Burggraf Friedrich IV. von Nürnberg (1287–1332) ⚭ Margarethe von Kärnten (1289–1348)               | Graf Berthold VII. von Henneberg-Schleusingen (1272–1340) ⚭ Adelheid von Hessen (1268–1317)        | Markgraf Friedrich I. von Meißen (1257–1323) ⚭ 1300 Elisabeth von Lobdeburg-Arnshaugk (1286–1359)  | Kaiser Ludwig IV. (1282–1347) ⚭ 1308 Beatrix von Schlesien-Schweidnitz (1290–1322)                 | Kaiser Ludwig IV. (1282–1347) ⚭ 1308 Beatrix von Schlesien-Schweidnitz (1290–1322)                 | König Friedrich II. von Sizilien (1272–1337) ⚭ 1302 Eleonore von Anjou (1289–1341)                 | Stefano Visconti (1288–1327) ⚭ 1318 Valentina Doria                                                | Mastino II. della Scala (1308–1351) ⚭ 1323 Taddea von Carrara                                      |
| Urgroßeltern                           | Burggraf Johann II. von Nürnberg (1309–1357) ⚭ Elisabeth von Henneberg (1310–1377)                 | Burggraf Johann II. von Nürnberg (1309–1357) ⚭ Elisabeth von Henneberg (1310–1377)                 | Markgraf Friedrich II. von Meißen (1310–1349) ⚭ 1328 Mathilde von Bayern (1313–1346)               | Markgraf Friedrich II. von Meißen (1310–1349) ⚭ 1328 Mathilde von Bayern (1313–1346)               | Herzog Stephan II. von Bayern (1319–1375) ⚭ 1328 Elisabeth von Sizilien (1309/1310–1349)           | Herzog Stephan II. von Bayern (1319–1375) ⚭ 1328 Elisabeth von Sizilien (1309/1310–1349)           | Bernabò Visconti (1323–1385) ⚭ 1350 Beatrice Regina della Scala (1330–1384)                        | Bernabò Visconti (1323–1385) ⚭ 1350 Beatrice Regina della Scala (1330–1384)                        |
| Großeltern                             | Burggraf Friedrich V. von Nürnberg (1333–1398) ⚭ 1350 Elisabeth von Meißen (1329–1375)             | Burggraf Friedrich V. von Nürnberg (1333–1398) ⚭ 1350 Elisabeth von Meißen (1329–1375)             | Burggraf Friedrich V. von Nürnberg (1333–1398) ⚭ 1350 Elisabeth von Meißen (1329–1375)             | Burggraf Friedrich V. von Nürnberg (1333–1398) ⚭ 1350 Elisabeth von Meißen (1329–1375)             | Herzog Friedrich von Bayern-Landshut (1339–1393) ⚭ 1381 Maddalena Visconti (1366–1404)             | Herzog Friedrich von Bayern-Landshut (1339–1393) ⚭ 1381 Maddalena Visconti (1366–1404)             | Herzog Friedrich von Bayern-Landshut (1339–1393) ⚭ 1381 Maddalena Visconti (1366–1404)             | Herzog Friedrich von Bayern-Landshut (1339–1393) ⚭ 1381 Maddalena Visconti (1366–1404)             |
| Eltern                                 | Kurfürst Friedrich I. von Brandenburg (1371–1440) ⚭ 1401 Elisabeth von Bayern-Landshut (1383–1442) | Kurfürst Friedrich I. von Brandenburg (1371–1440) ⚭ 1401 Elisabeth von Bayern-Landshut (1383–1442) | Kurfürst Friedrich I. von Brandenburg (1371–1440) ⚭ 1401 Elisabeth von Bayern-Landshut (1383–1442) | Kurfürst Friedrich I. von Brandenburg (1371–1440) ⚭ 1401 Elisabeth von Bayern-Landshut (1383–1442) | Kurfürst Friedrich I. von Brandenburg (1371–1440) ⚭ 1401 Elisabeth von Bayern-Landshut (1383–1442) | Kurfürst Friedrich I. von Brandenburg (1371–1440) ⚭ 1401 Elisabeth von Bayern-Landshut (1383–1442) | Kurfürst Friedrich I. von Brandenburg (1371–1440) ⚭ 1401 Elisabeth von Bayern-Landshut (1383–1442) | Kurfürst Friedrich I. von Brandenburg (1371–1440) ⚭ 1401 Elisabeth von Bayern-Landshut (1383–1442) |
| Kurfürst Albrecht Achilles (1414–1486) | | | | | | | | |

## Persönlichkeit
Albrecht war empfänglich für handfeste Scherze, Jagdvergnügen, temperamentvolle Tänze – und die durch ihn maßgeblich wiederbelebte adlige Turnierkultur. Zu seinen Lebzeiten fanden in Süddeutschland die großen  Turniere der „Vier Lande“ statt, darunter auch eines 1485 von ihm in Ansbach veranstalteten Turniers mit rund 300 Kämpfern und Hunderten Damen und Zuschauern, das er auch noch im hohen Alter genoss und das viel Beachtung fand.
Die Turniere waren mit Festessen und Tanz verbunden, wobei in den Statuten der Adelsgesellschaften oft die Verpflichtung zum Mitbringen mindestens einer weiblichen Standesperson enthalten war. Die Turniergesellschaft  „zum Bären“ geht auf ihn zurück.

## Standbild in der Siegesallee

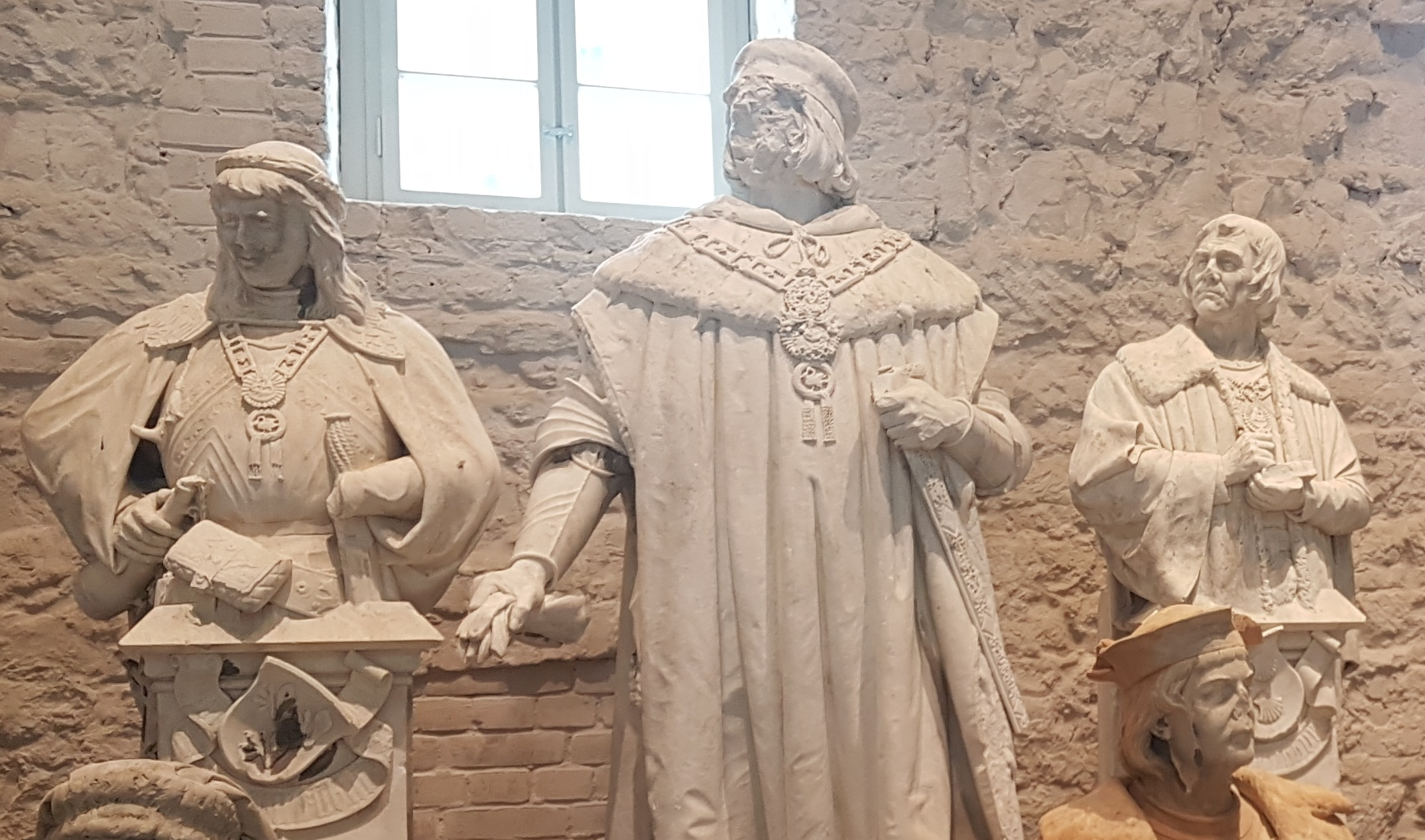
Albrecht Achilles (Mitte) mit Werner von der Schulenburg und Ludwig von Eyb der Ältere

In der von der Berliner Bevölkerung als „Puppenallee“ bezeichneten Siegesallee errichtete der Bildhauer Otto Lessing für die Denkmalgruppe 17 eine Statue von Albrecht Achilles als zentrales Standbild. Als Nebenfiguren waren dem Denkmal Statuen von Werner von der Schulenburg und von Ludwig von Eyb dem Älteren (1417–1502), Erbkämmerer und Chronist aus der Familie Eyb, zugeordnet. Die Denkmalgruppe wurde am 28. August 1900 enthüllt. Lessing orientierte sich in seiner Darstellung weitgehend am Stifterbild Albrechts vom Schwanenordensaltar in der Gumpertskirche von Ansbach. Albrechts Ritterschaft im Schwanenorden unterstrich Lessing mit einer Ordenskette, die Albrecht um den Hals trägt. Bedingt durch Lagerschäden nach dem Zweiten Weltkrieg ist das Gesicht des Kurfürsten stark verwittert und das Kurfürstenschwert ohne Griff.

## Titel
1476 führte er die folgende Titulatur:
„Wy albrecht von gotts gnaden Marggrave to Brandemborg, des heyligen Romischen Rikes ertzkemerer (und Kurfurste) to Stettin pomern der Cassuben und Wenden Hertzoge, Burggrave zu Noremberg und Furste to Rugen“.
(„Wir Albrecht von Gottes Gnaden Markgraf zu Brandenburg, Erzkämmerer (und Kurfürst) des Heiligen Römischen Reiches, Herzog zu Stettin, zu Pommern, Herzog der Kaschuben und der Wenden, Burggraf zu Nürnberg, Fürst zu Rügen“.)